# Dimorphanthera albida
Dimorphanthera albida är en ljungväxtart som beskrevs av P.F. Stevens. Dimorphanthera albida ingår i släktet Dimorphanthera och familjen ljungväxter. Inga underarter finns listade i Catalogue of Life.